# 巴郡
巴郡（は-ぐん）は、中国にかつて存在した郡。秦代から隋代にかけて、現在の重慶市と四川省東部にまたがる地域に設置された。

## 概要
秦が巴国を滅ぼし、巴郡を置いた。
前漢のとき、巴郡は益州に属し、江州・臨江・枳・閬中・墊江・朐忍・安漢・宕渠・魚復・充国・涪陵の11県を管轄した。前漢末に15万8643戸、70万8148人があった。
後漢のとき、巴郡は江州・宕渠・朐忍・閬中・魚復・臨江・枳・涪陵・墊江・安漢・平都・充国・宣漢・漢昌の14県を管轄した。190年（初平元年）、益州牧の劉璋が趙穎の建議を受けて巴郡を分割した。江州から臨江までの県が永寧郡となり、朐忍から魚復までの県が固陵郡となり、墊江以上の県が巴郡となり、巴郡は安漢に郡治を移した。201年（建安6年）、劉璋が永寧郡を巴郡とし、固陵郡を巴東郡とし、もとの巴郡を巴西郡とした。ただしこの後漢末の三巴成立の経緯は、譙周『巴記』を引く正史の諸書に異説がみられる。
晋のとき、巴郡は梁州に属し、江州・臨江・墊江・枳の4県を管轄した。
南朝宋のとき、巴郡は江州・臨江・枳の3県を管轄した。
480年（南朝斉の建元2年）、巴州が立てられ、巴東・建平・巴郡の3郡を管轄した。483年（永明元年）、巴州は廃止され、巴郡は益州の属郡に戻された。
583年（開皇3年）、隋が郡制を廃すると、巴郡は渝州と改められた。607年（大業3年）に州が廃止されて郡が置かれると、渝州は巴郡と改称された。巴・江津・涪陵の3県を管轄した。
618年（武徳元年）、唐が郡制を廃すると、巴郡は渝州と再び改称され、巴郡の呼称は姿を消した。